# Förderkreis Vermessungstechnisches Museum
Der Förderkreis Vermessungstechnisches Museum hat das Ziel, die Erforschung und Darstellung der Geschichte der Vermessungstechnik zu unterstützen. Eine wesentliche Aufgabe ist die fachliche Betreuung der vermessungsgeschichtlichen Sammlung im Museum für Kunst und Kulturgeschichte der Stadt Dortmund. Die Sammlung der Vermessungsgeräte gilt neben dem Deutschen Museum in München als bedeutendste Sammlung dieser Art. Der Förderkreis ist ein gemeinnütziger Verein.

## Geschichte des Förderkreises und des Vermessungstechnischen Museums
Die Ausstellungen „Messungen über und unter Tage“ im Jahr 1962 und „Praxis Geometriae“ im Jahr 1969 und 1970 widmeten sich der Vermessungstechnik und bildeten erste Anknüpfungspunkte für die Konzeption und Einrichtung eines Vermessungstechnischen Museums. „Messungen über und unter Tage“ wurde zum 47. Deutschen Geodätentag des Deutschen Vereins für Vermessungswesen (DVW), gemeinsam mit dem Deutschen Markscheiderverein (DMV) im Stadthaus Dortmund organisiert. 
Die Ausstellung „Praxis Geometriae“ fand 1969 zur Jahreshauptversammlung des Verbandes Deutscher Vermessungsingenieure (VDV) im Stadthaus Dortmund statt und wurde 1970 in der Stadtsparkasse der Stadt Solingen wiederholt. Anlässlich des XIII. Kongresses der Internationalen Vereinigung der Vermessungsingenieure (GEO '71/FIG) wurde die Ausstellung „5000 Jahre Vermessungswesen“ im städtischen Museum Wiesbaden präsentiert. Ab 1973 wurde sie dauerhaft im Museum am Westpark in Dortmund gezeigt und bildet damit die Keimzelle für das Vermessungstechnische Museum. Mit der Gründung des Förderkreises am 21. November 1975 wurde die zukunftssichere Weiterentwicklung der Ausstellung sichergestellt. Seit dem Jahr 1985 befindet sich die Schausammlung im Museum für Kunst und Kulturgeschichte der Stadt Dortmund.
Zum 500 Jahre zurückliegenden Geburtstag des Universalgelehrten Gerhard Mercator im Jahr 2012 zeigten das Museum für Kunst und Kulturgeschichte und der Förderkreis in der Sonderausstellung 500 Jahre Gerhard Mercator – Vom Weltbild der Renaissance zum Kartenbild der Moderne einzelne ausgewählte Aspekte des Schaffens Mercators und seine Auswirkungen auf die Entwicklung in der Kartographie und Navigation. Die Ausstellung umfasste rd. 750 Exponate und wurde von über 100 Sonderveranstaltungen begleitet. Die Schirmherrschaft hatte Klaus Töpfer.

## Aufgaben des Förderkreises
Neben der fachlichen Betreuung des Vermessungstechnischen Museums im Museum für Kunst und Kulturgeschichte führt der Förderkreis eine Spezialbibliothek zu vermessungsgeschichtlichen Themen. Der Förderkreis sammelt Instrumente, Geräte, Karten und Dokumente zur Geschichte der Vermessungstechnik. Er unterstützt wissenschaftliche Veröffentlichungen und Forschungsbeiträge u. a. durch eigene Schriftenreihen und leistet Arbeits- und Planungshilfen.
Alle drei Jahre führt der Förderkreis ein Symposium zur Geschichte des Vermessungswesens durch. Die Vorträge werden jeweils unter demselben Titel in der Schriftenreihe des Förderkreises publiziert.
| Jahr | Thema                                                                      |
| ---- | -------------------------------------------------------------------------- |
| 1981 | Von der Allmende bis zum heutigen Privateigentum                           |
| 1984 | Vermessungswesen und Kulturgeschichte                                      |
| 1987 | Ingenieurvermessung von der Antike bis zur Neuzeit                         |
| 1990 | Entwicklung der ländlichen Bodenordnung im Lande Nordrhein-Westfalen       |
| 1993 | Recht und Vermessung – Eigentumssicherung im Wandel der Zeit               |
| 1996 | Europa wächst zusammen                                                     |
| 1999 | Wegbereiter in der deutschen Landesvermessung                              |
| 2002 | Keine Bodenordnung ohne Vermessung – Eine kulturgeschichtliche Betrachtung |
| 2005 | Von Giseh bis DESY, 5000 Jahre angewandte Geometrie                        |
| 2008 | Heinrich Friedrich Karl Reichsfreiherr vom und zum Stein                   |
| 2011 | Gerhard Mercator zum 500. Geburtstag                                       |
| 2014 | Meilensteine im Instrumentenbau                                            |
| 2017 | Friedrich Robert Helmert zum 100. Todestag                                 |

## Eratosthenes-Preis
Der Förderkreis verleiht im Regelfall alle zwei Jahre den Eratosthenes-Preis für herausragende Arbeiten auf dem Gebiet der geschichtlichen Forschungen im Vermessungswesen, insbesondere für Studienabschlussarbeiten und Dissertationen. Seit 2011 wird auch der Eratosthenes-Ehrenpreis für herausragende Buchveröffentlichungen, die wissenschaftliche Erkenntnisse aus dem historischen Vermessungswesen der Öffentlichkeit nahebringen, verliehen.
Bisherige Preisträger:
- 2001 – Frank Reichert
- 2003 – Manfred Spata
- 2003 – Bernhard Zimmermann
- 2005 – Jana Niederöst
- 2005 – Maik Ullrich
- 2007 – Mario Bauch
- 2009 – Rudolf Hafeneder
- 2011 – Dieter Lelgemann, Geodät und Wissenschaftshistoriker – Ehrenpreis
- 2011 – Martin Rickenbacher
- 2013 – Wolfgang Torge, Geodät – Ehrenpreis
- 2017 – Markus Rembold
- 2019 – David März
- 2019 – Erich Weiß, Geodät – Ehrenpreis[5]

## Vereinsstruktur
Mitgliederversammlung, Vorstand und Kuratorium sind die Organe des Förderkreises. Der Förderkreis wird vom Präsidenten geleitet. Prof. Dr.-Ing. Wilhelm Heger ist seit Februar 2023 Präsident. Seine Vorgänger waren Peter Mesenburg (2014–2023), Harald Lucht (1987–2014) und der erste Vorsitzende Siegfried Stahnke (1975–1987). Das Kuratorium gibt Empfehlungen ab und unterstützt den Vorstand fachlich und bei der Öffentlichkeitsarbeit. Vorsitzender des Kuratoriums ist seit 2016 Harald Schuh. Seine Vorgänger waren Bertold Witte (2009–2016), Wolfgang Torge (1998–2009), Hartmut Dieterich (1981–1997) und Albrecht Timm (1975–1981).